# Alle armi
Alle armi (titolo originale: 呐喊 in cinese semplificato,  Nàhǎn in pinyin) è una raccolta di racconti dello scrittore cinese Lu Xun apparsa nel 1922. Contiene il famoso Diario di un pazzo che rappresenta una novità stravolgente nella letteratura cinese del XX secolo.

## Racconti
(Lu Xun, Pechino, 3 dicembre 1922)
- Diario di un pazzo, 狂人日记,  Kuángrén Rìjì (1918)

Definito "Il primo racconto breve moderno della Cina", scritto in lingua parlata e non in cinese letterario, è apertamente ispirato alle Memorie di un pazzo di Gogol'. In genere, è da questo racconto che si fa datare l'inizio della letteratura cinese contemporanea.. Il racconto è costruito come il diario apocrifo di un uomo affetto da schizofrenia.
- Kong Yiji, 孔乙己, Kǒng Yǐjǐ (1919)

Apparso in origine nella rivista Xīn Qīngnián (Gioventù Nuova); il punto di vista del racconto è quello di un giovane cameriere della Taverna della Prosperità, frequentata dal protagonista, divenuto ubriaco abituale per la delusione di non essere riuscito a superare gli esami imperiali. Il villaggio di Lu nel quale è ambientato è ispirato a Shaoxing, la cittadina natale dell'autore.
- Medicina, 药, Yào  (1919)

La superstizione popolare è causa della morte di un bambino affetto di tubercolosi, che il padre crede di poter guarire con il sangue di un uomo giustiziato.
- Domani, 明天, Míngtiān  (1920)

È un altro racconto ambientato nel villaggio di Lu, e ha come tema un bambino malato e la medicina tradizionale cinese.
- Un incidente, 一件小事, Yī jiàn xiǎoshì  (1920)

In questa brevissima storia, il conduttore di un risciò viene coinvolto in un incidente stradale e ha guai con le autorità per essersi fermato a aiutare una donna ferita.
- I capelli, 头发的故事, Tóufa de gùshi  (1920)

Nella Cina di inizio secolo, in bilico tra rivoluzione e restaurazione imperiale, portare il codino o i capelli raccolti è una forma di riconoscimento politico.
- Tanto strepito per nulla, 风波, Fēngbō (1920)

La rivoluzione del 1911 arriva nel villaggio, portare i capelli “a codino” oppure raccolti significa essere un partigiano del nuovo oppure del vecchio potere.
- Villaggio natale, 故乡,  Gùxiàng (1921)

Il protagonista torna dopo vent'anni nel luogo dove è nato.
- La vera storia di Ah Q, 阿Q正传, Ā Q zhèng chuán (1921)

Il racconto più lungo della raccolta è anche la storia più conosciuta di Lu Xun. I rovesci nella fortuna di Ah Q, contadino che si arrangia con piccoli lavori, vengono presentati ironicamente come sue grandi “vittorie spirituali”. Si tratta di una metafora della situazione della Cina della prima metà del Novecento, sotto l'influenza delle potenze straniere.
- La Festa della Barca del Drago, 端午节, Duānwǔjié (1922)

È il quinto giorno del quinto mese del calendario lunare tradizionale.
- La luce bianca, 白光, Bái guāng (1922)

Il protagonista fallisce per la sedicesima volta gli esami del concorso nazionale per i funzionari imperiali, e ne trae le conseguenze.
- Conigli e gatti, 兔和猫, Tù hé māo (1922)

Un ricordo d'infanzia ambientato nel cortile comune di una abitazione rurale.
- La commedia degli anatroccoli, 鸭的喜剧,  Yā de xǐjù  (1922)

Un professore russo a Pechino patito di animali acquista degli anatroccoli da allevare.
- L'opera del villaggio, 社戏,  Shè xì (1922)

La magia dell'opera itinerante agli occhi di un bambino che vive in un villaggio sperduto nella campagna.

## Edizioni
- Lu Hsün, Fuga sulla luna, Garzanti, 1973.